# Wilrycksche Plein
Het Wilrycksche Plein was tot eind de jaren '20 een uitgestrekte zanderige vlakte op de grens van Antwerpen en Wilrijk die in de 19e eeuw vaak als militair oefenveld werd gebruikt en daardoor ook gekend was als het Plaine des Manœuvres. Het werd in het westen begrensd door de Kruishofstraat (voorheen Lange Elzenstraat en nu ongeveer de Jan Van Rijswijcklaan) en aan de noordzijde de 19e-eeuwse stadsvesten.
Dit zanderige oefenplein maakte eenmaal deel uit van het Antwerpse domein Ter Elst, maar dankte zijn naam aan zijn ligging op de toenmalige grens van de stad en van Wilrijk, hoewel het in feite op grondgebied Antwerpen was gelegen. Het was een ruimte die plaats bood aan tal van feestelijke manifestaties, waar zowel de stedelingen als de inwoners van Wilrijk kwamen van genieten.
In de laatste decennia van de 19de eeuw moet het erg verlaten geweest zijn op dat Wilrijkse Plein en de veiligheid liet er erg te wensen over. Aan de wandelaars die zich naar het Kruishof begaven, raadde de pers zelfs aan zich te bewapenen, zeker gedurende de uren dat er geen militairen aan het oefenen waren op het plein. Vagebonden zwierven er dan rond, beurzen werden afgenomen en mensen in de gracht gegooid (Précuseur, 29 mei 1894).
Het eerste speelveld van de Royal Antwerp Football Club bevond zich op het Wilrycksche Plein, op zo’n 300 meter van het Kruishof.
Hier werden de eerste doelpalen - niets meer dan dunne stokjes met een touwtje verbonden - in de grond geslagen en kalklijnen getrokken. Dat mocht, als men zich aan twee voorwaarden hield: pas één uur voor de aftrap het speelveld in gereedheid brengen en alles weer verwijderen ten laatste één uur na de wedstrijd. Het aanvoeren en nadien opbergen van doelpalen, cornervlaggen en emmers met kalk betekende jarenlang een lastig karwei voor spelers en bestuur. En dan was er nog de schoonmaak van het terrein, waar telkens opnieuw stenen, dode takken, glasscherven en dergelijke meer rondslingerden.
In 1893 verhuisde Antwerp naar een terrein aan de Transvaalstraat.
Het door Antwerp verlaten Wilrycksche Plein werd stormenderhand ingenomen door verschillende kleine verenigingen, waaronder “Les Jeunes Excursionnistes”, “Union Sportive Anversoise”, “Lyons Football Club”, “Football Alliance”, “La Concorde” en de reeds aangehaalde “Cercle d’Agrément”. Deze clubjes bestonden grotendeels uit Belgische leerlingen van diverse plaatselijke scholen.